# Stemona rupestris
Stemona rupestris är en enhjärtbladig växtart som beskrevs av Inthachub. Stemona rupestris ingår i släktet Stemona och familjen Stemonaceae. Inga underarter finns listade.